# Romance Dance
Romance Dance é o quinto álbum de estúdio da cantora e compositora americana Kim Carnes. O álbum teve dois singles "More Love" e "Cry Like a Baby", que alcançaram a #10 e #44 posição na Billboard Hot 100, respectivamente.

## Faixas
1. "Swept Me Off My Feet" (The Part of the Fool) (Kim Carnes) – 3:21
2. "Cry Like a Baby" (Dan Penn, Spooner Oldham) – 3:05
3. "Will You Remember Me" (Carnes) – 4:42
4. "Tear Me Apart" (Nicky Chinn, Mike Chapman) – 3:31 (versão original por Suzi Quatro de 1976.)
5. "Changin'" (Carnes, Dave Ellingson) – 3:54
6. "More Love" (William Robinson) – 3:38
7. "In the Chill of the Night" (Carnes, Ellingson) – 4:22
8. "Where Is Your Heart" (Carnes, Ellingson) – 3:45
9. "And Still Be Loving You" (Carnes, Ellingson) – 3:42